# Louis Mandylor
Louis Mandylor, właściwie Louis Theodosopoulos (ur. 13 września 1966 w Melbourne) – australijski aktor i reżyser telewizyjny i filmowy. Podobnie jak jego brat Costas Mandylor, zmienił nazwisko na Mandylor, które jest wersją panieńskiego nazwiska matki, Mandylaris.

## Życiorys

### Wczesne lata
Urodził się w Melbourne w stanie Wiktoria jako syn greckich emigrantów - Louise (z domu Mandylaris) i Yannisa Theodosopoulosa, taksówkarza. Dorastał wraz ze swoim starszym o rok bratem Costasem (ur. 3 września 1965), który został także zawodowym aktorem.
W latach 1982–86 był zawodowym piłkarzem, przez jeden sezon grał w National Soccer League (1989). Trenował boks i z czasem stał się ekspertem w boksie tajskim.

### Kariera
Na dużym ekranie zadebiutował w 1991 roku w filmie Trudne zwycięstwo (Necessary Roughness). Był producentem i scenarzystą swego pierwszego krótkiego filmu Mój Brat Cicero (My Brother Cicero, 1998), w którym zagrał z Costasem. Wystąpił gościnnie w serialu CBS Nash Bridges (1997) i sitcomie NBC Przyjaciele (Friends, 2000), a wraz ze swoim bratem pojawił się również w jednym z odcinków serialu Czarodziejki (Charmed) pt. „Saving Private Leo” (2002). Zagrał postać Nicka Portokalosa, brat Touli (Nia Vardalos) w komedii romantycznej Joela Zwicka Moje wielkie greckie wesele (My Big Fat Greek Wedding, 2002) i sequelu Moje wielkie greckie wesele 2 (My Big Fat Greek Wedding 2, 2016).
Grał w serialach: CBS Nash Bridges (1997), NBC Dotyk anioła (Touched by an Angel, 2003) i CBS CSI: Kryminalne zagadki Miami (CSI: Miami, 2004). Za rolę Chicka w dreszczowcu Marka L. Lestera Biała gorączka (White Rush, 2003) u boku Judda Nelsona i Tricii Helfer otrzymał nagrodę na New York International Independent Film and Video Festival. W 2003 debiutował jako reżyser dramatu Jimmy Bones. Kreacja wykładowcy uniwersyteckiego Jacka Newmana, który na skutek wypadku traci wzrok i przyjmuje cechy zmarłego dawcy oka - psychopaty w dreszczowcu psychologicznym In the Eyes of a Killer (2009) w jego reżyserii została uhonorowana nagrodami na Hoboken International Film Festival, Sacramento International Film Festival i Action on Film International Film Festival. Rola pastora Phillipa w melodramacie krótkometrażowym Stained (2010) przyniosła mu nagrodę na festiwalu filmowym w Las Vegas. W sierpniu 2016 trafił na okładkę „Avant-Garde”.

## Wybrana filmowa

### Filmy
- 1991: Trudne zwycięstwo (Necessary Roughness) jako McKenzie
- 1996: The Quest jako Riggi
- 1998: Mafia! (Jane Austen's Mafia!) jako Vincenzo (w średnim wieku)
- 1998: Mój Brat Cicero (My Brother Cicero) jako Nicky (także producent filmowy i scenarzysta)
- 2002: Moje wielkie greckie wesele jako Nick Portokalos
- 2003: Biała gorączka (White Rush) jako Chick
- 2003: Jimmy Bones jako Jimmy Bones
- 2003: Gang of Roses jako szeryf Shoeshine Michel
- 2003: Zdrada (Betrayal) jako Frank Bianci
- 2005: Gra ich życia (The Game of Their Lives) jako Gino Pariani
- 2007: Redline jako handlarz bronią
- 2007: Po napadzie (Take) jako Terrell
- 2009: W oczach zabójcy (In the Eyes of a Killer) jako Jack
- 2010: Grzesznicy i święci (Sinners and Saints) jako Cole
- 2010: Bare Knuckles jako Nedish
- 2012: Mordercze starcie (One in the Chamber) jako Demyan Ivanov
- 2013: Grizzly Cove jako major Carson

### Seriale TV
- 1993-94: Grace w opałach (Grace Under Fire) jako Carl
- 1997: Nash Bridges jako Ray Goetz
- 1998-99: Stan wyjątkowy (Martial Law) jako detektyw Louis Malone
- 1999-2001: Łowcy skarbów (Relic Hunter) jako Derek Lloyd
- 2000: Przyjaciele (Frends) jako Carl
- 2001: Resurrection Blvd. jako Jake Mornay
- 2002: Czarodziejki jako Nathan Lang
- 2002: Agent w spódnicy (She Spies) jako Leo Divornak
- 2003: Moje wielkie greckie życie (My Big Fat Greek Life) jako Nick
- 2003: Dotyk anioła (Touched by an Angel) jako Marty
- 2004: CSI: Kryminalne zagadki Miami jako Steve Riddick
- 2009: CSI: Kryminalne zagadki Nowego Jorku jako detektyw Christos Temmas
- 2009: CSI: Kryminalne zagadki Miami jako Jimmy Burris
- 2010: Agenci NCIS: Los Angeles jako Lucas Maragos
- 2012: Castle jako Mister Kazoolie